# Медаље Уједињених нација
Медаље Уједињених нација су међународна одликовање које Уједињене нације (УН) додељују становницима разних држава за учешће у заједничким међународним војним и полицијским операцијама као што су очување мира, хуманитарни напори и помоћ у катастрофама. Медаље се у војсци и полицији рангирају као медаља за службу. Своју прву медаљу Уједињене нације су додијлиле током Корејског рата (1950–1953). Од 1955. године створене су и додељене многе друге медаље Уједињених нација за учешће у разним мисијама и акцијама Уједињених нација широм свијета.

## Медаља Уједињених нација
Медаља Уједињених нација је стандардно одликовање УН-а. Већина земаља додјељује ово признања додијељује својим припадницима оружаних снага који су учествовали у заједничким активностима УН. Када је припадник оружаних снага учествовао у више операција УН, онда су звјездице за службу, копче за кампању или број ових признања званични прилози уз ову медаљу. Призлози за медаљу се разликују у зависности од прописа различитих оружаних снага. УН су одобриле да се додијељени бројеви могу качити на врпцу медаље. Бројеви не означавају број мисија, него број периода проведених у кампањи. Број се добија на сваких 90 дана, од почетних 90 за који се добија медаља (180 дана, 270 дана) уколико су узастопни дани или за два или више распоређивања са тим што свако распоређивање мора да траје најмање 90 дана у континуитету.

## Корејска медаља
Прва медаља Уједињених нација која је направљена била је Медаља за службу Уједињених нација, познатија и као Медаља за службу Уједињених нација Кореја, која се додјељивала било ком припаднику војне службе, оружаних снага савезника Јужне Кореје, који је учествовао у одбрани Јужне Кореје од Сјеверне Кореје у периоду од 27. јуна 1950. до 27. јула 1953. Војска Холандије одликује своје припадник са Орденом за заслуге до 1. јануара 1955, док оружане снаге Тајланда и Шведске додељују награду до 27. јула 1955. године.

## Медаља УНЕФ
Да би се одржао мир којим је окончана Суецка криза, успостављене су снаге за хитно реаговање УН. Ово је била прва мировна операција УН. Ово је била прва мировна операција Уједињених нација. Да би добили ову медаљу припадници земаља учесница (Бразил, Канада, Колумбија, Данска, Индија, Норвешка, Шведска и Југославија) морали су у континуитету да проведу 90 дана. Мисија је трајала од новембра 1956. до јуна 1967. када је прекинута на захтјев Египта. Ова медаља је јединствена по томе што на аверсу умјесто УН пише УНЕФ. Наредне мисије нису користиле скраћеницу мисије на својим медаљама.

## Траке за медаље
У већини земаља, стандардна медаља Уједињених нација се додељује умјесто медаље која би била специфична за ту мисију. Већина операција има различиту траку, иако има неколико изузетака. У земљама у којима је Савјет безбједности УН успоставио мисију и која остаје у истом географском региону али мијења мандат на основу Резолуција Савјета безбједности, може постојати одређен број мисија који има иденттичне траке за медаљу.
Мисија Уједињених нација на Хаитију (УНМИХ) првобитно је основана Резолуцијом Савјета безбједности Уједињених нација бр. 867 од 23. септембра 1993. и трајала је до јуна 1996. Ова мисија је била покушај да се оконча сукоб и нестабилност изазвана државним ударом на Хаитију 1991. Наредне мисије на очувању мира и обуци хаићанске полиције предузете су у оквиру УНСМИХ, УНТМИХ, МИПОНУХ и МИЦАХ. Све ове мисије су користиле идентичну медаљу као УНМИХ. Мисије УНАМЕТ, УНТАЕТ и УНМИСЕТ које су боравиле у Источном Тимору, имају исту траку медаље.
| Година    | Трака | Мисија     | Зона мисије                                                |
| --------- | ----- | ---------- | ---------------------------------------------------------- |
| 1948–     |       | УНТСО      | Блиски исток                                               |
| 1949–     |       | УНМОГИП    | Индија, Пакистан                                           |
| 1958      |       | УНОГИЛ     | Либан, Сирија                                              |
| 1960–1964 |       | ОНУЦ       | Конго                                                      |
| 1962–1963 |       | УНСФ       | Западна Папуа и Индонезија                                 |
| 1963–1964 |       | УНЈОМ      | Јемен                                                      |
| 1964–     |       | УНФИЦИП    | Кипар                                                      |
| 1965–1966 |       | УНИПОМ     | Индија, Пакистан                                           |
| 1973–1979 |       | УНЕФ II    | Египат, Израел                                             |
| 1974–     |       | УНДОФ      | Голанска висораван                                         |
| 1978–     |       | УНИФИЛ     | Либан                                                      |
| 1988–1991 |       | УНИИМОГ    | Ирак, Иран                                                 |
| 1988–1990 |       | УНГОМАП    | Авганистан, Пакистан                                       |
| 1988–1991 |       | УНАВЕМ I   | Ангола                                                     |
| 1989–1990 |       | УНТАГ      | Намибија                                                   |
| 1989–1992 |       | ОНУЦА      | Централна Америка                                          |
| 1991–2003 |       | УНИКОМ     | Кувајт, Ирак                                               |
| 1991–     |       | МИНУРСО    | Западна Сахара                                             |
| 1991–1995 |       | УНАВЕМ II  | Ангола                                                     |
| 1991–1995 |       | ОНУСАЛ     | Ел Салвадор                                                |
| 1991–2003 |       | УНГЦИ      | Ирак                                                       |
| 1991–1992 |       | УНАМИЦ     | Камбоџа                                                    |
| 1992–1995 |       | УНПРОФОР   | Хрватска и Босна и Херцеговина током Југословенских ратова |
| 1992–1993 |       | УНТАЦ      | Камбоџа                                                    |
| 1992–1993 |       | УНСОМ I    | Сомалија                                                   |
| 1992–1994 |       | ОНУМОЗ     | Мозамбик                                                   |
| 1993–1995 |       | УНСОМ II   | Сомалија                                                   |
| 1993–1994 |       | УНОМУР     | Руанда, Уганда                                             |
| 1993–2009 |       | УНОМИГ     | Грузија                                                    |
| 1993–1997 |       | УНОМИЛ     | Либерија                                                   |
| 1993–1996 |       | УНАМИР     | Руанда                                                     |
| 1993–1996 |       | УНМИХ      | Хаити                                                      |
| 1994–2000 |       | УНМОТ      | Таџикистан током грађанског рата                           |
| 1995–1997 |       | УНАВЕМ III | Ангола                                                     |
| 1995–1999 |       | УНПРЕДЕП   | Македонија                                                 |
| 1995–1996 |       | УНКРО      | Хрватска                                                   |

| Година    | Трака | Мисија    | Зона мисије                      |
| --------- | ----- | --------- | -------------------------------- |
| 1995–2002 |       | УНМИБИХ   | Босна и Херцеговина              |
| 1996–1998 |       | УНТАЕС    | Хрватска                         |
| 1996–1997 |       | УНСМИХ    | Хаити                            |
| 1996–2002 |       | УНМОП     | Хрватска                         |
| 1997      |       | МИНУГУА   | Гватемала                        |
| 1997–1999 |       | МОНУА     | Ангола                           |
| 1997      |       | УНТМИХ    | Хаити                            |
| 1997–2000 |       | МИПОНУХ   | Хаити                            |
| 1998      |       | УНПСГ     | Хрватска                         |
| 1998–2000 |       | МИНУРЦА   | Централна Афричка Република      |
| 1998–1999 |       | УНОМСИЛ   | Сијера Леоне                     |
| 1999–     |       | УМНИК     | Косово                           |
| 1999      |       | УНАМЕТ    | Источни Тимор                    |
| 1999–2005 |       | УНАМСИЛ   | Сијера Леоне                     |
| 1999–2002 |       | УНТАЕТ    | Источни Тимор                    |
| 1999–2010 |       | МОНУЦ     | Конго                            |
| 2000–2001 |       | МИЦАХ     | Хаити                            |
| 2000–2008 |       | УНМЕЕ     | Еритреја, Етиопија               |
| 2002–2005 |       | УНМИСЕТ   | Источни Тимор                    |
| 2003–2018 |       | УНМИЛ     | Либерија                         |
| 2003–2004 |       | МИНУЦИ    | Обала Слоноваче                  |
| 2004–2018 |       | УНОЦИ     | Обала Слоноваче                  |
| 2004–2017 |       | МИНУСТАХ  | Хаити                            |
| 2004–2006 |       | ОНУБ      | Бурунди                          |
| 2005–2011 |       | УНМИС     | Судан                            |
| 2006–2012 |       | УНМИТ     | Источни Тимор                    |
| 2007–2020 |       | УНАМИД    | Судан                            |
| 2007–2010 |       | МИНУРЦАТ  | Централна Афричка Република, Чад |
| 2010–     |       | МОНУСЦО   | Демократска република Конго      |
| 2011–     |       | УНИСФА    | Судан                            |
| 2011–     |       | УНМИСС    | Јужни Судан                      |
| 2012      |       | УНСМИС    | Сирија                           |
| 2013–     |       | МИНУСМА   | Мали                             |
| 2014–     |       | МИНУСЦА   | Централна Афричка Република      |
| 2017–2019 |       | МИНУЈУСТХ | Хаити                            |
| 1974–     |       | УНХК      | За службу у Главном штабу УН     |

## Медаља за специјалну службу Уједињених нација
Добија се за 90 дана службе у мисији или организацији УН гдје не постоји посебно одобрена медаља Уједињених нација. Примјери овакве службе су Мисија помоћи УН у Ираку или Развојни програм УН (УНДП) итд.

## Фото-галерија
- Медаља УН
- Медаља мисије УНМЕЕ
- Корејска медаља УН
- Медаља мисије УНЕФ
- Медаља мисије УНДОФ
- Медаља мисије УНМИБИХ
- Медаља мисије УНЕФ II
- Медаља мисије УМНИК
- Медаља мисије Хаити
- Медаља мисије МИНУГУА
- Медаља мисије УНАВЕМ
- Медаља мисије УНАМИР
- Медаља мисије УНОЦА
- Медаља мисије МИНУРСО
- Медаља мисије УНАМИЦ
- Медаља мисије Обала Слоноваче
- Медаља мисије МОНУЦ
- Медаља мисије МИНУРЦА
- Медаља мисије УНИФИЛ
- Медаља мисије УНИКОМ
- Медаља мисије УНОЦ
- Медаља мисије ОНУМОЗ
- Медаља мисије УНЈОМ
- Медаља мисије УНОТИЛ

- Одликовани припадници Украјинског мировног контигента у Демократској републици Конго
- Медаље за припаднике мировне мисије у Конгу
- Медаља мисије УНДОФ додијељена припаднику Ирског мировног контигента
- Медаља мисије УНФИЛ додијељена припадницима индонезијског мировног корпуса
- Свечана додјела медаља припадницима сенегалског мировног контигента 2019.
- Додјела медаља мисије МОНУСЦО
- Додјела медаља мисије УНГУ